# 布罗斯 (约讷省)
布罗斯（法語：Brosses，法語發音：[bʁɔs]）是法国勃艮第-弗朗什-孔泰大区约讷省的一个市镇，属于阿瓦隆区。

## 地理
布罗斯（47°32'12"N, 3°41'28"E）面积19.97 平方千米，位于法国勃艮第-弗朗什-孔泰大區约讷省，该省份为法国中北部内陆省份，西接卢瓦雷省，西北接塞纳-马恩省，南至涅夫勒省，东临科多尔省，东北与奥布省接壤。
与布罗斯接壤的市镇（或旧市镇、城区）包括：马伊城、阿涅尔苏布瓦、布瓦达尔西、沙泰勒桑苏瓦尔、约讷河畔梅里、蒙蒂约。

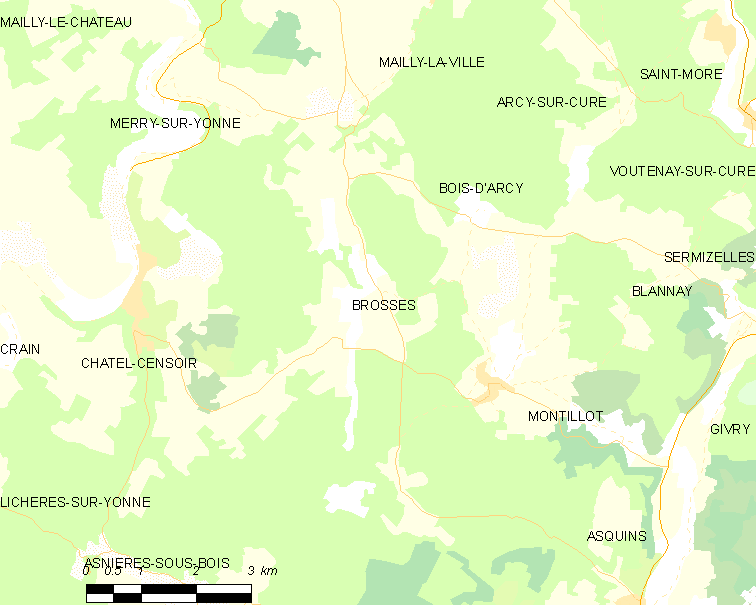
的OSM定位图

布罗斯的时区为UTC+01:00、UTC+02:00（夏令时）。

## 行政
布罗斯的邮政编码为89660，INSEE市镇编码为89057。

## 政治
布罗斯所属的省级选区为茹拉维尔县。

## 人口

1962-2008年间人口变化图示

布罗斯于2022年1月1日时的人口数量为278人。